# 施派尔河

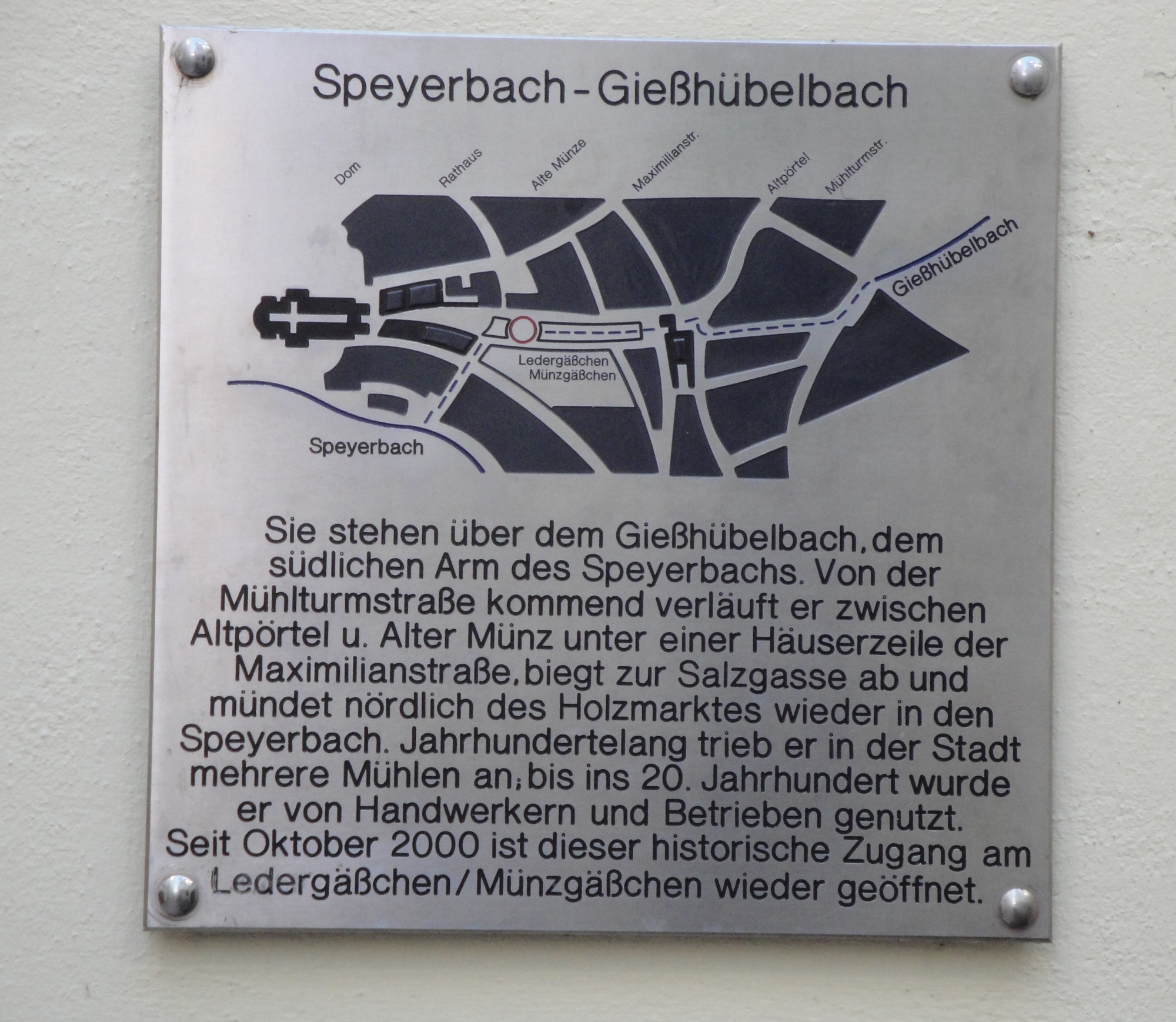

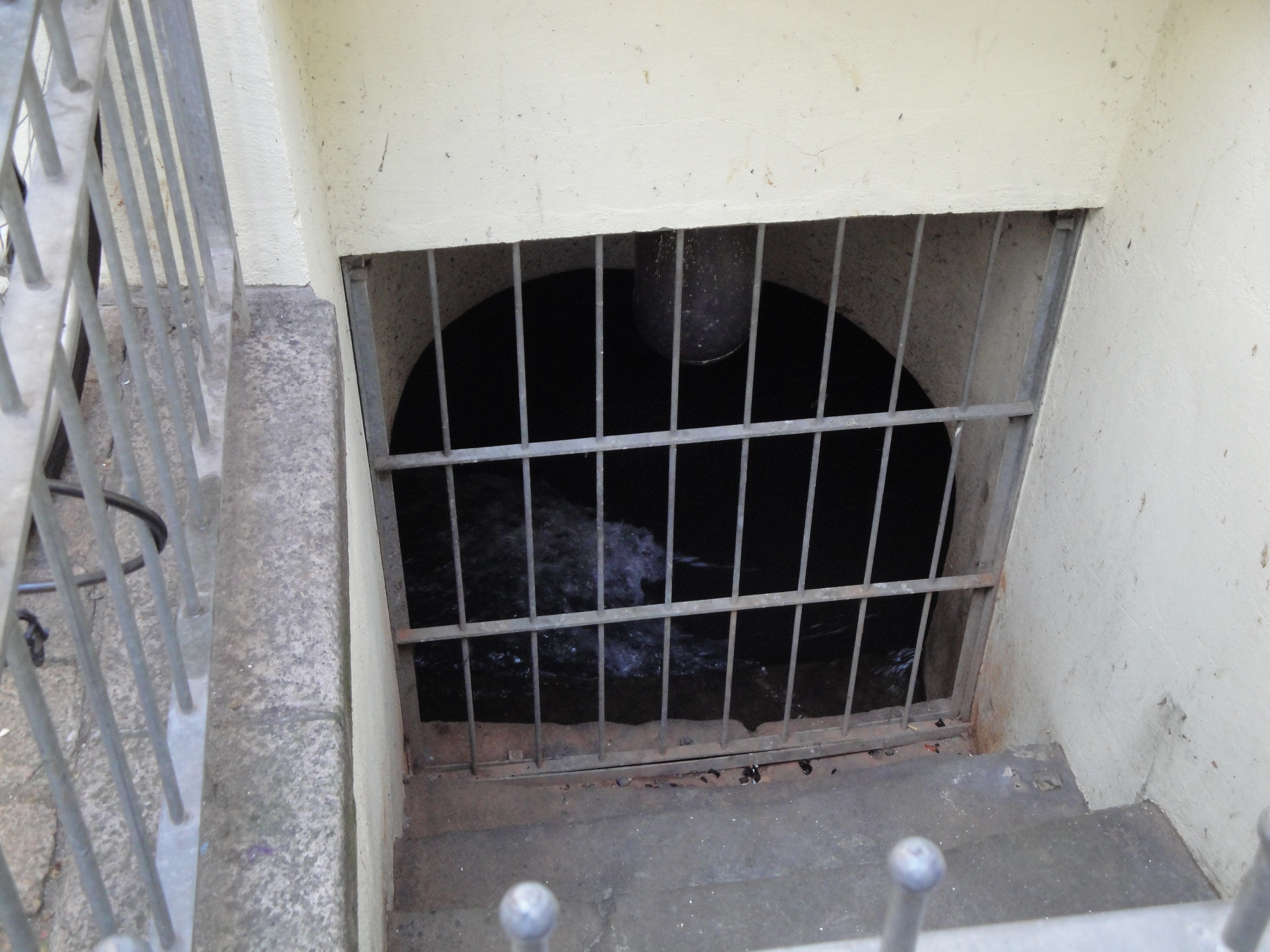

施派尔河（德語：Speyerbach）是德國的河流，位於萊因蘭-法爾茲，屬於萊茵河的左支流，河道全長60公里，流域面積596平方公里，平均流量每秒3立方米。

## 外部連結
- The unusual history of Speyerbach （页面存档备份，存于）
- Large Online Project "Speyerbach" （页面存档备份，存于） (since 2005)